# Sesc Santana

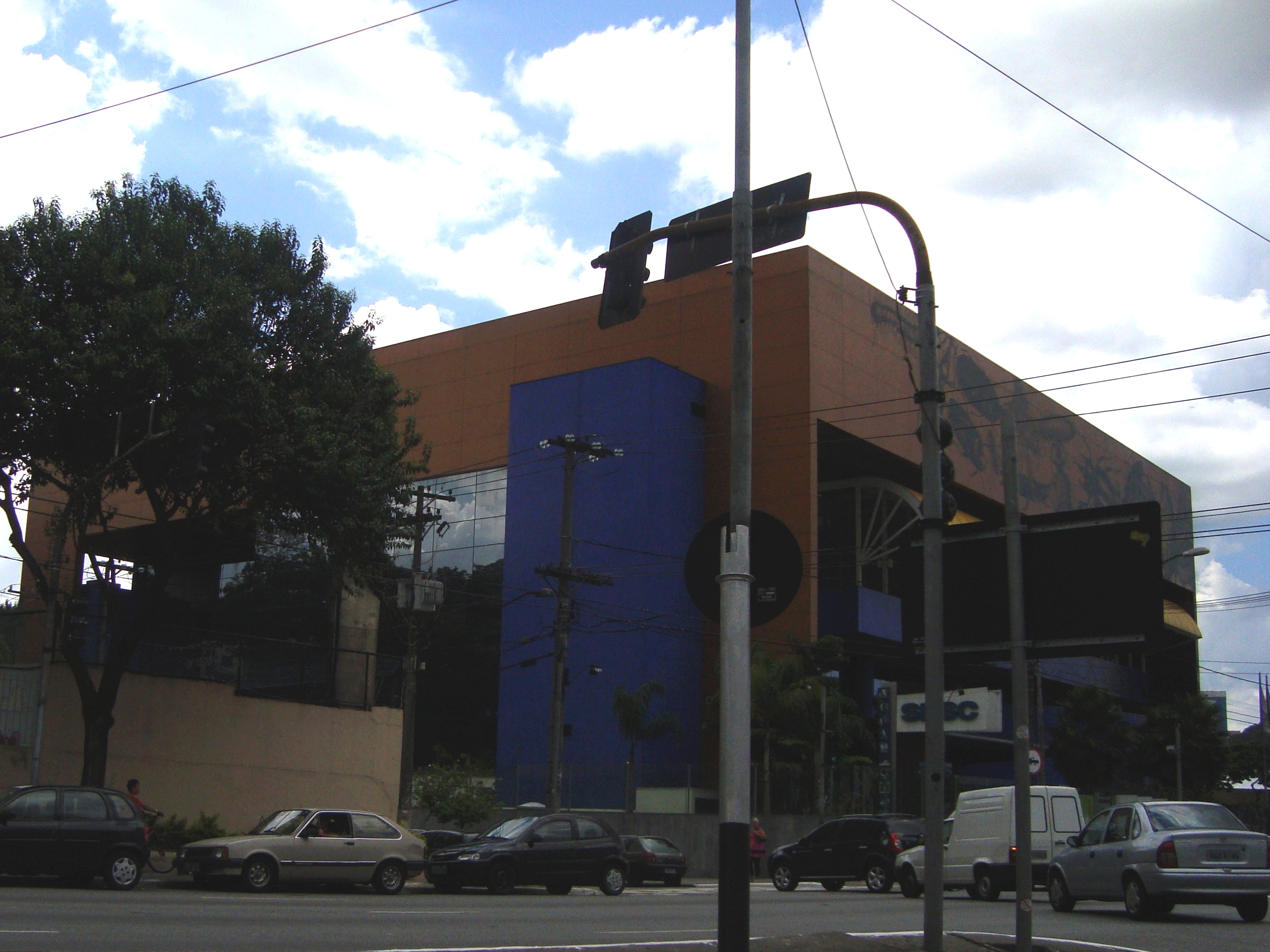
SESC Santana na Avenida Luiz Dumont Villares.

O Sesc Santana é um equipamento urbano, sem fins lucrativos, que reúne teatro, quadras esportivas, piscina, áreas de lazer, lanchonete, restaurante, oficinas e outros serviços. Esta unidade foi inaugurada em 22 de outubro de 2005. Há realização de exposições itinerantes, palestras e shows no prédio. O teatro do local tem capacidade para 330 pessoas.

## Crítica
Em 28 de setembro de 2014, foi publicado na Folha de S.Paulo o resultado da avaliação feita pela equipe do jornal ao visitar os sessenta maiores teatros da cidade de São Paulo. O teatro do SESC Santana foi premiado com três estrelas, uma nota "regular", com o consenso: "O teatro da zona norte recebe os espectadores com bebidas e lanchinhos a preços acessíveis, como café (...) O palco recebe peças infantis e adultas, shows e apresentações de dança. As poltronas têm encosto baixo, o espaço para as pernas é milimetricamente suficiente e a visibilidade do palco, em geral, é boa. No dia da visita, a sala estava fria."

## Acessibilidade
Conta com acessibilidade para deficientes:
- Acesso facilitado em toda a estrutura;
- Edifício sem desnível;
- Rampas suaves;
- Cardápio em braile;
- Estacionamento largo.